# Stictoptera semialba
Stictoptera semialba är en fjärilsart som beskrevs av Walker 1864. Stictoptera semialba ingår i släktet Stictoptera och familjen nattflyn. Inga underarter finns listade i Catalogue of Life.